# NK Krško
Nogometni Klub Krško je slovenski nogometni klub koji igra u 1. slovenskoj nogometnoj ligi. Osnovan prije više od 90 godina u Krškom.

## Vanjske poveznice
- Službene stranice  Arhivirana inačica izvorne stranice od 7. listopada 2014. (Wayback Machine)
- NK Krško na Soccerwayu
- NK Krško na Transfermarktu